# تپه شماره ۲ شهرآباد
تپه شماره ۲ شهر آباد مربوط به دوران‌های تاریخی پس از اسلام است و در شهرستان آبیک، بخش بشاریات، روستای شهرآباد واقع شده و این اثر در تاریخ ۱۹ اسفند ۱۳۸۰ با شمارهٔ ثبت ۴۹۸۴ به‌عنوان یکی از آثار ملی ایران به ثبت رسیده است.